# فقدان بصر عابر (طب العيون)
فقدان البصر العابر أو فقدان البصر المؤقت أو الكُمْنَة العابرة هو ضعف أو فقدان مؤقت للبصر في إحدى العينين أو كلتيهما.

## العلامات والأعراض
يشكو المريض بفقدان البصر العابر من إحساسه كما لو كان هناك «ظل» أو «ستارة سوداء» تنزل على مجال الرؤية، فيما شكى آخرون من وجود «تعتيم» أو «ضباب» أو «عدم وضوح الرؤية»، ويستمر فقدان البصر العابر لبضع ثوانٍ، وقد يمتد لدقائق أو ساعات بحسب السبب، فمثلا قد يستمر لثوان إذا كان السبب هو وذمة حليمة العصب البصري، وقد يستمر لدقائق إذا كان السبب هو التصلب الشديد في الشريان السباتي.

## الأسباب
تُقسم أسباب فقدان البصر العابر إلى خمس فئات هي: فقدان البصر العابر بسبب أمراض الأوعية الدموية، وفقدان البصر العابر بسبب أمراض ديناميكا الدم، وفقدان البصر العابر بسبب أمراض العين، وفقدان البصر العابر بسبب أمراض عصبية، وفقدان البصر العابر مجهول السبب.

### أمراض الأوعية الدموية وديناميكا الدم
يحدث فقدان البصر العابر الناتج عن أمراض الأوعية الدموية وديناميكا الدم بسبب نقص الإمداد الدموي في الشريان الشبكي المركزي أو الشريان العيني أو الشريان الهدبي، مما يؤدي إلى ضعف الدورة الدموية في شبكية العين، الأمر الذي بدوره يسبب نقص التأكسج في الشبكية. تشمل الأمرض الوعائية:
- تصلب الشرايين المُغذية للعين: مثل الشريان السباتي[10][11][12] والشريان الشبكي والشريان العيني، ويحدث فيه فقدان البصر العابر على شكل نوبة نقص تروية عابرة، حيث يقل تدفق الدم إلى شبكية العين.
- السِدادات: التي تسد الشرايين المغذية للعين، وتنشأ هذه السدادت من الشريان المتصلب نفسه، مما قد يسبب فقدان البصر العابر عند تعرض الشبكية للضوء الساطع، نتيجة عدم قدرة الشريان على مجاراة النشاط الأيضي المتزايد في شبكية العين المصابة، أو من القلب بسبب أمراضه، مثل الرجفان الأذيني، وأمراض القلب الصمامية وتدلي الصمام التاجي والورم المخاطي القلبي.
- التشنج الوعائي:[13][14] وغالبا ما تكون نوباته قصيرة، ولمدة لا تزيد عن خمس دقائق[15] وارتبطت بالتمارين الرياضية.[16]
- التهاب الأوعية: وخاصة التهاب الشريان ذو الخلايا العملاقة، حيث يمكن أن يُسبب التهاب المُغذية للعين، مما يؤدي إلى انسداد فيها جزئي أو كامل، وقد يصاحبه أعراض أخرى مثل ظلع الفك والصداع.[17]
- فرط تخثر الدم:[18] وهي حالة طبية يكون الدم فيها أكثر عرضة لتكوين جلطات، وتشمل أسبابها نقص البروتين سي[19] ومانع التخثر الذئبي[20][21] وكثرة الصفيحات وكثرة كريات الدم الحمر ومتلازمة سرقة تحت الترقوة وارتفاع ضغط الدم الطارئ[22]، والأمراض المناعية مثل الذئبة الحمامية الجهازية والتهاب الشرايين العقدي المتعدد ومتلازمة أضداد الفوسفوليبيد[23]، كما تشمل متلازمة فرط اللزوجة*
- مشكلة علاجية المنشأ: يمكن أن يظهر فقدان البصر المؤقت كأحد المضاعفات لبعض التدخلات العلاجية مثل استئصال باطنة الشريان السباتي، وتصوير الأوعية السباتية، وقسطرة القلب، وجراحة فتح مجرى جانبي للشريان التاجي.[24]

### أمراض العين
يحدث فقدان البصر العابر بسبب بعض الأمراض التي تصيب العين، مثل التهاب العنبية والتهاب القرنية والتهاب الجفن والتهاب القرنية والملتحمة الجاف، وانفصال الجسم الزجاجي الخلفي والثلامة (ثقب في أحد أجزاء العين) والزرق مغلق الزاوية (وتُسمى أيضا المياة الزرقاء) وقصر النظر والأورام الوعائية الدموية في العين والأورام العظمية في محجر العين.

### أمراض عصبية
يحدث فقدان البصر العابر بسبب بعض الأمراض التي تصيب الجهاز العصبي مثل التهاب العصب البصري ووذمة حليمة العصب البصري التي تؤدي إلى نقص تروية رأس العصب البصري نتيجة زيادة ضغط الأنسجة بفعل الوذمة، والتهاب العصب البصري واعتلال عصبي بصري والتصلب المتعدد الذي يؤدي لتلف الميالين والتهاب العصب البصري، وكذلك الصداع النصفي وفرط الضغط داخل القحف مجهول السبب وأورام الدماغ، واضطراب التحويل

## التشخيص
بالرغم من الطبيعة المؤقتة لفقدان البصر العابر، إلا أن خطورته تتراوح بحسب السبب، فبعض الأسباب قد تُنذر بحدوث سكتة دماغية أو فقدان دائم للنظر مثل التهاب الشريان ذو الخلايا العملاقة
تبدأ عملية التشخيص بالتاريخ المرضي للمريض، يليه الفحص الجسمي، وخاصة فحص العين، ثم بناء على ذلك تُطلب الاختبارات المعملية مثل صورة الدم الكاملة، وسرعة الترسيب، وفحص فحص الدهنيات والكولسترول، وغير ذلك من الاختبارات المعملية الإضافية ذات الصلة.
ويُحتمل أن يكون سبب فقدان النظر العابر هو العين إذا كان فحص العين غير طبيعي، كما يحتمل أن يكون لأسباب أخرى إذا كانت الاختبارات المعملية غير طبيعية، فمن المحتمل أن تكون هناك عملية مرضية جهازية، وفي حالة سلامة كل من العين والاختبارات المعملية فقد يوصى بإجراء فحص بالموجات فوق الصوتية للشريان السباتي، نظرا لأن معظم نوبات فقدان النظر العابر تكون نتيجة تضيق الشريان السباتي المغذي للعين المُصابة، كما قد يوصى بفحص كُلي للقلب يشمل رسم القلب، ومراقبة هولتر على مدار 24 ساعة، وتخطيط صدى القلب، كما قد يوصى بإجراء تصوير مقطعي أوتصوير بالرنين المغناطيسي للرأس لاستبعاد وجود سكتة دماغية صامتة سريريًا.

### العلاج
فقدان البصر العابر في حد ذاته لا يتطلب أي علاج، ولكنه قد يشير إلى حالة كامنة قد تكون خطيرة في بعض الأحيان، وهي التي يوجه العلاج إليها، فمثلا يوصى باستخدام الأدوية المخفضة للدهون في الدم مثل ستاتين، كما قد يضاف إليه مضادات للتخثر مثل الأسبرين، وقد يُجرى استئصال باطنة الشريان السباتي بناءً على مكان تضيق الشريان السباتي ودرجته.

## أنظر أيضا
- عمى نصفي
- متلازمة نقص تروية العين
- الصداع النصفي الشبكي